# Sushruta
Sushruta var en indisk läkare på 700-talet f.v.t., som gäller som största auktoritet inom ayurvedisk medicin.